# Walnut Grove, Mississippi
Walnut Grove là một thành phố thuộc quận Leake, tiểu bang Mississippi, Hoa Kỳ. Năm 2010, dân số của thành phố này là 1 911 người.

## Dân số
- Dân số năm 2000: 504 người.
- Dân số năm 2010: 1 911 người.